# Katya Kinski
Katya Sarah Kinski es un personaje ficticio de la serie de televisión australiana Neighbours, interpretada por la actriz Dichen Lachman desde el 12 de diciembre de 2005 hasta el 7 de febrero de 2007.